# Rachel Gupta
Rachel Gupta (sinh năm 2004) là một hoa hậu và người mẫu, cô là người Ấn Độ đầu tiên đăng quang cuộc thi Hoa hậu Hòa bình Quốc tế 2024.

## Các cuộc thi

### Hoa hậu Siêu tài năng Thế giới 2022
Năm 18 tuổi, Rachel tham gia mùa thứ mười lăm của Hoa hậu Siêu tài năng, được tổ chức vào ngày 28 tháng 9 năm 2022, tại Paris, Pháp với sự cộng tác của Tuần lễ Thời trang Paris. Khoảng 50 quốc gia trên toàn thế giới đã cử đại diện đến tranh tài cho danh hiệu đáng mơ ước. Đêm chung kết diễn ra cùng ngày tại Pavilion Cambon, Paris.. Cô giành chiến thắng chung cuộc.

### Hoa hậu Hòa bình Ấn Độ 2024
Cô tham gia cuộc thi và đoạt vương miện, giành quyền đại diện cho quốc gia tại cuộc thi Hoa hậu Hòa bình Quốc tế 2024.

### Hoa hậu Hòa bình Quốc tế 2024
Trong đêm chung kết diễn ra vào ngày 25 tháng 10, cô đã xuất sắc giành ngôi vị cao nhất, trở thành người đầu tiên đến từ Ấn Độ chiến thắng tại cuộc thi này, nhưng vào ngày 28 tháng 5 năm 2025 cô đã từ bỏ hoàn toàn ngôi vị cao nhất - Hoa Hậu Hoà Bình Quốc Tế 2024 vì mâu thuẫn giữa cô và cuộc thi này.